# Scotophilus kuhlii
Scotophilus kuhlii é uma espécie de morcego da família Vespertilionidae.
Pode ser encontrada no Bangladesh, Índia, Indonésia, Malásia, Paquistão, Filipinas, Sri Lanka e Taiwan.